# Afroleptomydas flavitibialis
Afroleptomydas flavitibialis är en tvåvingeart som beskrevs av Hesse 1969. Afroleptomydas flavitibialis ingår i släktet Afroleptomydas och familjen Mydidae. Inga underarter finns listade i Catalogue of Life.